# Пузла (деревня)
Пузла — деревня в Усть-Куломском районе Республики Коми. Входит в сельское поселение Вольдино.
Расположена на левом берегу реки Вычегды в 95-100 км к северо-востоку от Усть-Кулома. Окружена тайгой.
Рядом с деревней проходит автодорога Усть-Кулом — Верхнеижемский, имеется мост через Вычегду в 1,5-2 км к северу от деревни.
| 2010 |
| ---- |
| 317  |

## История
Деревня впервые была упомянута в 1888 году. Деревня названа по протекающей рядом реке Пузле. В Клировых ведомостях по 5-му округу Усть-Сысольского уезда за 1896 год записано: «Пузла — Уляшевская. Число дворов — 2, мужское население — 8, женское — 10. Национальность — зыряне крестьянского сословия».
Первыми поселенцами были три брата Уляшевых (Пётр, Трентий и Филипп), уроженцы села Вольдино, но прибывшие туда из Удорского района. Из-за своих старообрядческих взглядов они не прижились в селе и вынуждены были его покинуть. Решили обосноваться в двух километрах от впадения реки Пузлы в Вычегду возле Троицко-Печорского тракта.

В 1998 году на базе Пузлинского лесопункта Помоздинского леспромхоза было создано ООО «Комилесбизнес», основными видами деятельности которого является лесозаготовка и лесопиление.